# Carex autumnalis
Carex autumnalis är en halvgräsart som beskrevs av Jisaburo Ohwi. Carex autumnalis ingår i släktet starrar, och familjen halvgräs. Inga underarter finns listade i Catalogue of Life.